# 住之江橋
住之江橋（すみのえばし）は、山形県米沢市にある最上川に架かる橋。

## 概要
山形県道6号米沢停車場線が通る。平和通り商店街と米沢駅を結んでいる。

## 歴史
初代

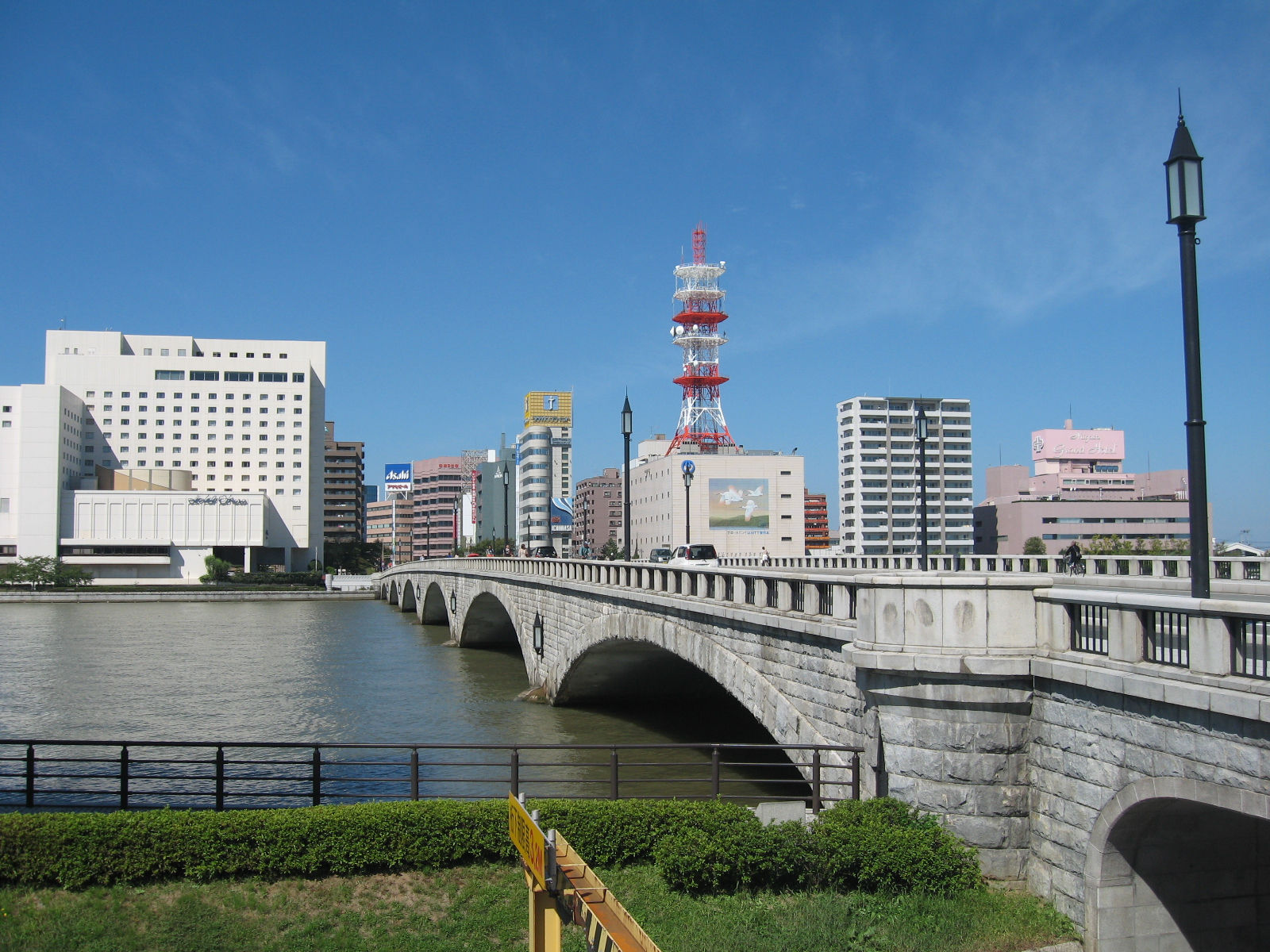
住之江橋のモデルとなった信濃川に架かる萬代橋（新潟県新潟市）

1938年10月、国が進める東北振興土木事業の一環として整備され、橋が新設された。両側8カ所に半円形のバルコニーが設けられたが、このバルコニーは当時馬車が橋を行き交いしており歩行者が非常に危険だったことから歩行者の退避用に設けられたという。この橋のモデルとなった橋は新潟県新潟市にある萬代橋であり、米沢市出身で新潟市長であった八木朋直が銀行の頭取時代に私財を投じて建設させたという背景がある。
2代目（現行）
1995年11月、現在の橋に架け替えられた。山形県が"新ふるさとづくり推進事業"として建設したものであり、米沢市も費用を負担し架け替えに15億円が使われた。バルコニーのデザインは現在の橋にも引き継がれている。欄干には米沢市出身の彫刻家、桜井祐一が米沢市に寄付したブロンズ像4体が設置されている。